# Растас, Эйно
Эйно Растас (фин. Eino Rastas; 17 июля 1894, Валкеала, Выборгская губерния — 7 января 1965, Куусанкоски, Кюми) — финский бегун на длинные дистанции. Трёхкратный чемпион Финляндии и участник летних Олимпийских игр 1920, 1924 и 1928 годов; в 1920 и 1924 годах входил в состав сборной Финляндии по легкоатлетическому кроссу.
Растас выиграл свои первые медали на чемпионате Финляндии в 1917 году, выиграв золото на дистанции 10 000 метров и серебро на дистанции 5000 метров. В кроссе на Олимпийских играх 1920 года в Антверпене занял 18-е место и поэтому не был включен в рейтинг победившей финской команды. Четыре года спустя Растас стал одиннадцатым на Олимпийских играх в Париже на дистанции 5000 метров.
В 1922 году Растас стал чемпионом Финляндии на дистанции 5000 метров, и дистанции 10000 метров.
В марафоне на Летних Олимпийских играх 1928 в Амстердаме занял 14-е место.

## Личные рекорды
- 5000 м: 15:00,6 мин, 14 августа 1926, Тампере
- 10000 м: 31:42,7 мин, 2 июля 1923, Гётеборг
- Марафон: 2:40:40 ч, 17 июня 1928, Каухава